# Bulbjerg

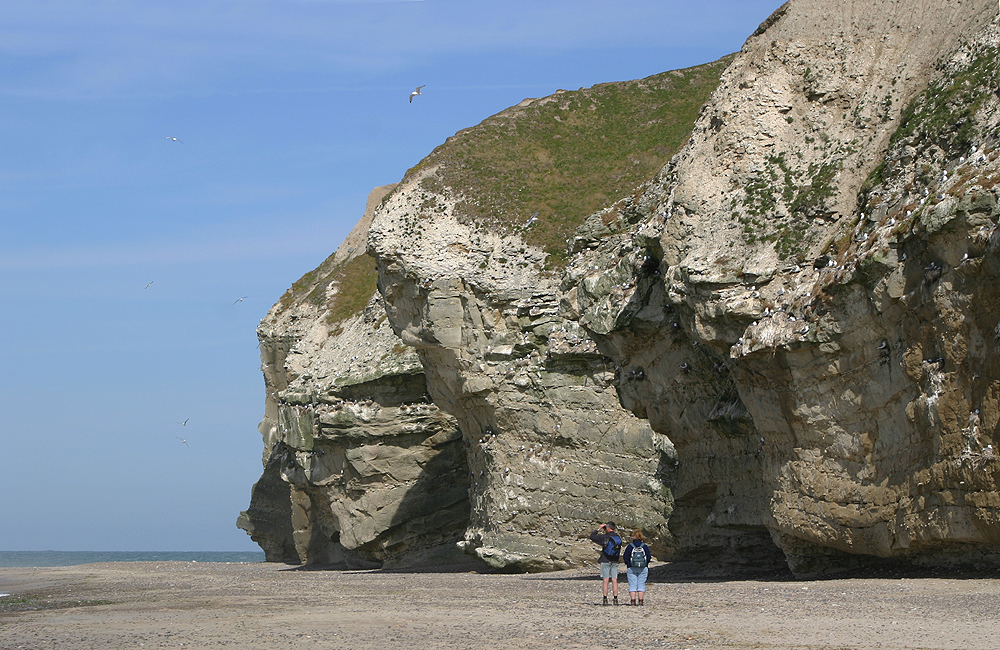
Bulbjerg

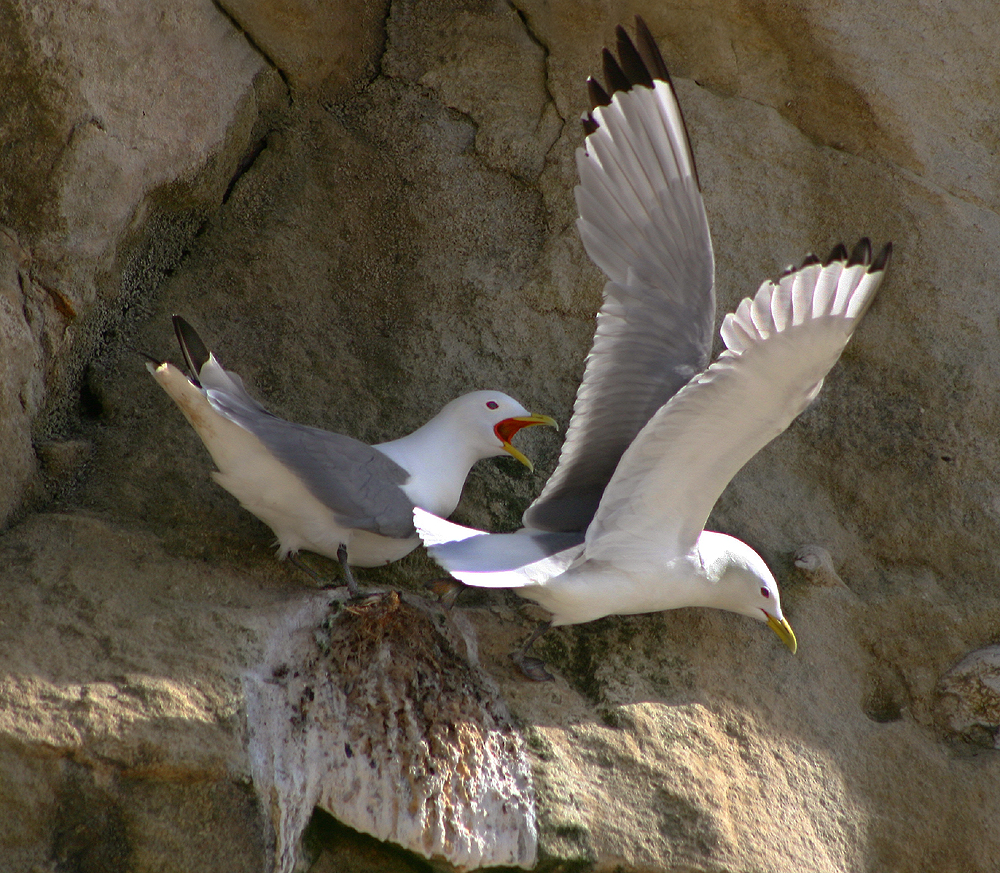
Các chim mòng biển 3 ngón chân ở Bulbjerg

Bulbjerg là tên Vách đá bờ biển duy nhất của bán đảo Jutland, (Đan Mạch), nằm ở phía tây bắc Jutland. Đây là núi đá vôi cao 47 m trên mực nước biển, nơi các chim làm tổ. Vách đá này vẫn liên tục bị các làn sóng biển Bắc Hải phá thành từng mảng lớn quăng ra bãi gần đó. Vách đá Bulbjerg là nơi sinh sống của khoảng 500 cặp chim mòng biển 3 ngón (Rissa tridactyla). Trong những năm gần đây các chim hải âu lưng xám (Fulmarus glacialis) cũng tìm đến sinh đẻ. Ở đây ta cũng có thể quan sát các loài chim biển khác như chim lội nước Sula bassana, chim bắt cá (Stercorariidae), chim vẹt biển (Fratercula artica) khi có gió thổi từ biển vào.
Từ thời đại đồ đá tới đầu Công nguyên, Bulbjerg là 1 đảo đá ngoài biển bao trùm một phần khu vực Thy. Chính trong thời kỳ này các dốc đứng bờ biển của Bulbjerg được hình thành về phía tây và phía bắc. Đã có người cư ngụ ở đây từ thời đại đồ đá và thời đại đồ đồng.
Từ thời xa xưa, Bulbjerg đã là điểm mốc để người đi biển nhận ra chỗ giữa Vust và cửa Vịnh Limfjorden ở phía tây. Chỗ cửa vịnh này đã bị cát bồi lên lấp đầy ở thế kỷ 12.
Trong thời tiết tốt, ta có thể nhìn thấy thành phố Hanstholm và Rubjerg Knude ở vùng Thy.
Trong thế kỷ 19, người ta đã tổ chức các lễ hội quốc gia ở Bulbjerg và trong thế kỷ 20 người ta đã xây 1 khách sạn bãi tắm ở đây, nhưng trong cuối thời kỳ Đức quốc xã chiếm đóng 1940-1945 khách sạn đó đã bị cho nổ tan.

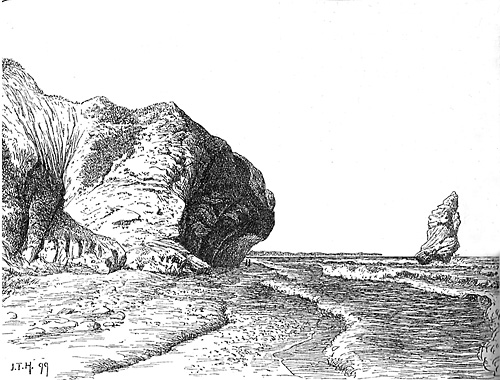
Skarreklit cuối thế kỷ 19

Ở biển, ngoài Bulbjerg, có 1 cột đá cao 16 m gọi là Skarreklit(gọi theo tên tập đoàn chim cốc - Phalacrocorax carbo sinensis - làm tổ ở đây). Cột đá này đã bị rớt xuống biển trong trận bão ngày 19.9.1978. Ngày nay cột đá này chỉ nhô cao trên mực nước biển một chút thôi.
Mùa hè năm 1996 người ta đã mở một cuộc triển lãm nhỏ về địa chất của Bulbjerg, đời sống của các loài chim và lịch sử trong 1 hầm tránh bom cũ còn lại từ thời Đức chiếm đóng.
Bên cạnh Bulbjerg, có một nơi cắm trại nhỏ và 1 trường trại gọi là Bulbjerghus.
57°9′30″B 9°1′29″Đ / 57,15833°B 9,02472°Đ